# Tamara Kvesitadze
Tamara Kvesitadze, née en 1968 à Tbilissi (Géorgie), est une sculptrice géorgienne.

## Biographie
Tamara Kvesitadze naît à Tbilissi en 1968. Elle est diplômée de la faculté d'architecture de l'Université technique de Géorgie.
Tamaar Kvesitadze commence par fabriquer des poupées. Puis elle se rend aux États-Unis, où des galeries s'intéressent à ses œuvres. Pendant six ans, elle fabrique, peint et vend des poupées. Puis elle quitte ce genre sentimental-fantastique et commence à réfléchir à des formes sculpturales plus profondes et modernes et à leur dynamique. C'est à cette époque qu'elle rencontre Paata Sanaya, avec qui elle fonde en 2000 Tamara Studio.
Tamara Kvesitadze a vécu et travaillé en Italie et aux États-Unis à différentes époques. Elle expose dans de nombreux pays des États-Unis et d'Europe. En 2007, elle présente ses sculptures sophistiquées mouvantes au nom de la Géorgie à la 52e Biennale de Venise. C'est à cette époque que la symbolique « Femme et Homme »  commence son cycle de vie. La petite version est vendue en Italie, suivie d'une exposition à Londres. La statue, de 9 mètres de haut, renommée en Ali et Nino se dresse en plein air, sur le boulevard en bord de mer à Batoumi.